# 백인권
백인권(1984년 12월 20일 ~ )은 대한민국의 배우이다.

## 학력
- 경민대학교 연극과

## 연기 활동

### 영화
- 2010년 《포화속으로》 ... 인민군 인질 1 역
- 2012년 《청춘예찬》 ... 룸웨이터 역
- 2012년 《불편한 동행》 ... 삐끼1 역
- 2014년 《해무》 ... 지도선원 역
- 2014년 《환상》 ... 재구 역
- 2014년 《방황하는 칼날》 ... 강릉형사 2 역
- 2015년 《대호》 ... 일본군 역
- 2016년 《검사외전》 ... 5년후 재소자 5 역
- 2016년 《오빠생각》 ... 포로병 3 역
- 2016년 《부산행》 ... 석우 공격하는 군인좀비 역 (천만영화)
- 2016년 《밀정》 ... 박웅 역
- 2017년 《리얼》 ... 차이나 조폭 역
- 2017년 《택시운전사》 ... 사복특공조 2 역 (천만영화)
- 2017년 《범죄도시》 ... 당구장 독사파 역
- 2018년 《탐정: 리턴즈》 ... 노숙자 역
- 2018년 《명당》 ... 정만인 노비 역
- 2018년 《스윙키즈》 ... 모포 포로 역
- 2019년 《비스트》 ... 조두식 역
- 2021년 《너를 죽이고》

### 드라마
- 《불어라 미풍아》 (2016년, MBC)
- 《38사기동대》 (2016년, OCN) -  장학주패거리 역
- 《우리 갑순이》 (2017년, MBC) -  코믹건달 역
- 《역적 : 백성을 훔친 도적》 (2017년, MBC) - 허태학 수하 역
- 《듀얼》 (2017년, OCN) - 조선족 역
- 《투깝스》 (2017년, MBC)
- 《나쁜 녀석들 : 악의 도시》 (2018년, OCN)
- 《스케치》 (2018년, JTBC)